# ICar (марка)
iCar Ecological Technology Co., Ltd. — дочерняя компания китайского автопроизводителя Chery. Она основана в апреле 2023 года и специализируется на производстве электромобилей. Первым автомобилем компании стал iCar 03, продажи которого начались в феврале 2024 года.

## История
Название iCar несколько раз применялось компанией Chery до создания отдельного бренда. В 2007 году название iCar было присвоено пикапу, а в 2014 году платформа Chery Arrizo 7 называлась iCar. В 2017 году iCar позиционировался как бренд «экосистемы» Chery. В прошлом названием iCar обозначались цифровая экосистема, онлайн- и офлайн-магазины прямых продаж Chery QQ Ice Cream. Chery eQ1 продаётся в Бразилии с августа 2023 года под названием Caoa Chery iCar.
В апреле 2023 года под названием iCar начался выпуск электромобилей. Первый электромобиль — iCar 03 — был представлен на автосалоне в Шанхае. Логотип iCar был разработан Цао Сюэ, создателем панды-талисмана Зимних Олимпийских игр 2022 в Пекине. Буква «i», согласно производителю, обозначает интеллект, интернет, инновации, индивидуальность, вдохновение и информацию. Бренд ориентирован на молодых людей в возрасте от 25 до 35 лет, которые делают новую карьеру. Всего дебютировало два автомобиля: iCar 03 и iCar GT. Планируются и другие модели: минивэны, внедорожники и спортивные автомобили.
Поставщик аккумуляторов CATL объявил, что на автомобили iCar будут устанавливаться натрий-ионные аккумуляторы.
Сборка автомобилей iCar 03 началась в июне 2023 года, а предварительные заказы были оформлены в ноябре того же года. Продажи осуществляются с февраля 2024 года.

## Модельный ряд

### Выпускаемые модели
- iCar 03 (2024 — настоящее время) — компактный SUV, BEV
- iCar V23 (2024 — настоящее время) — компактный SUV, BEV
- iCar X25 (ожидаемый автомобиль) — компактвэн (4 × 4), BEV/REEV

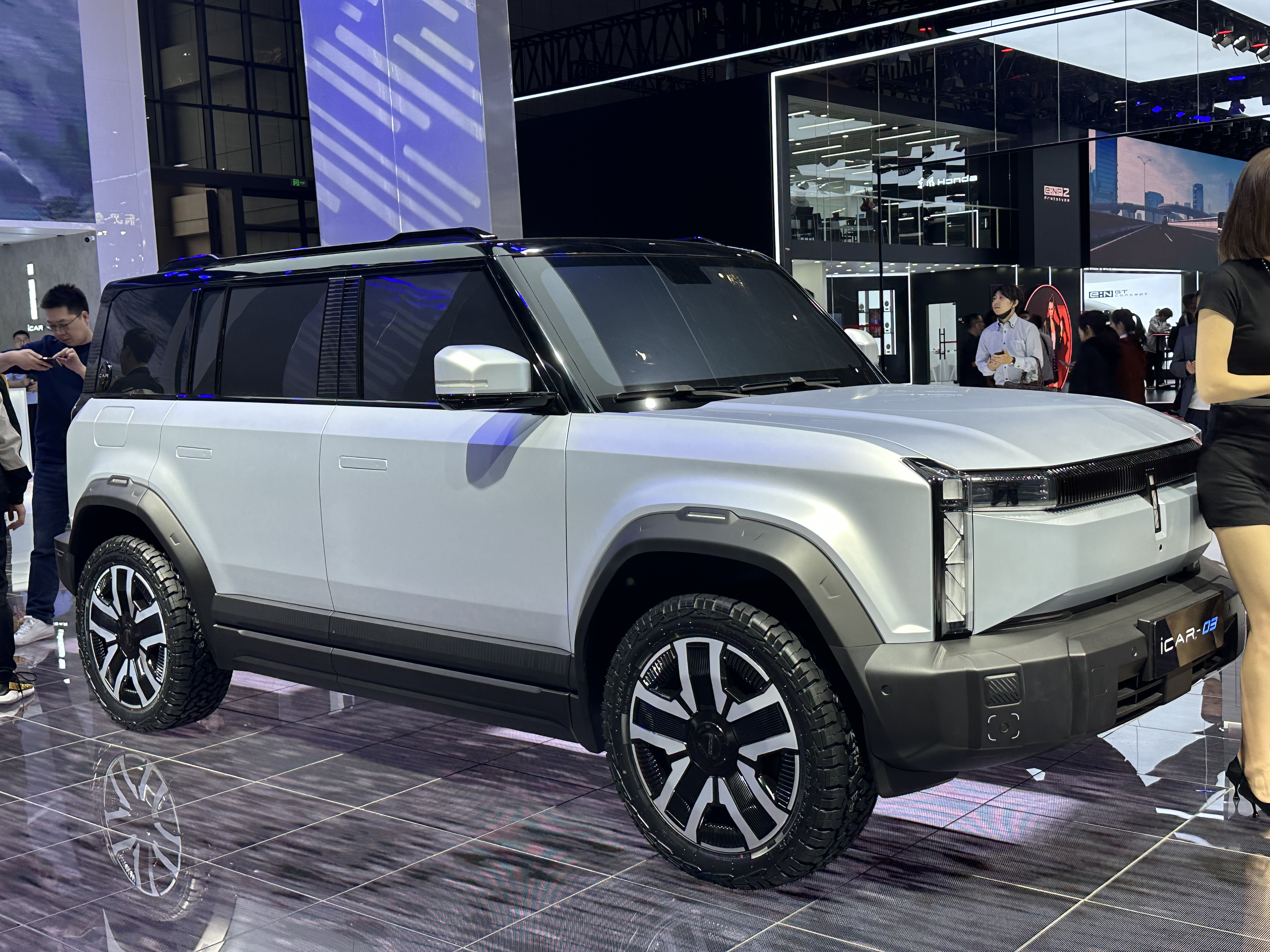
iCar 03
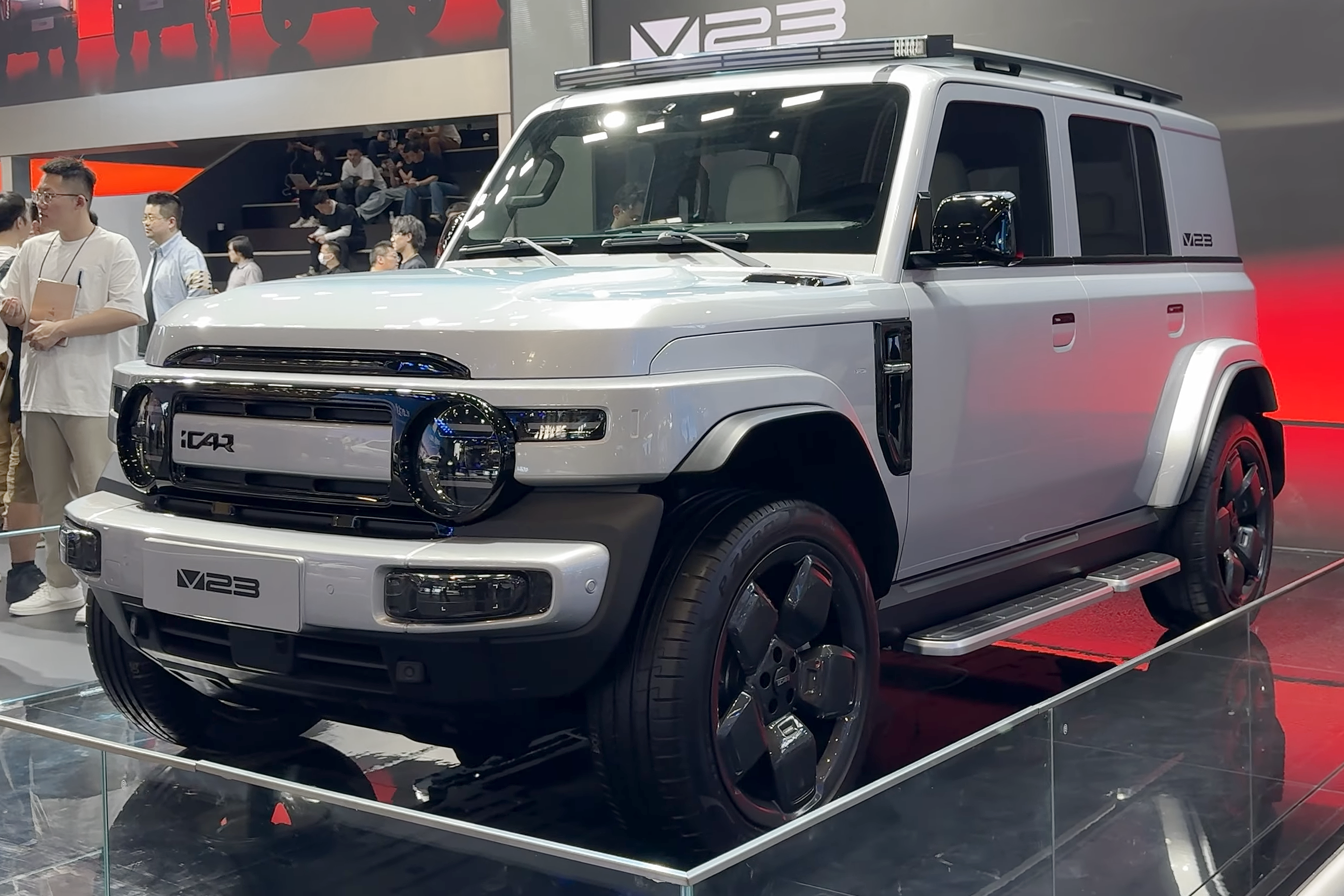
iCar V23
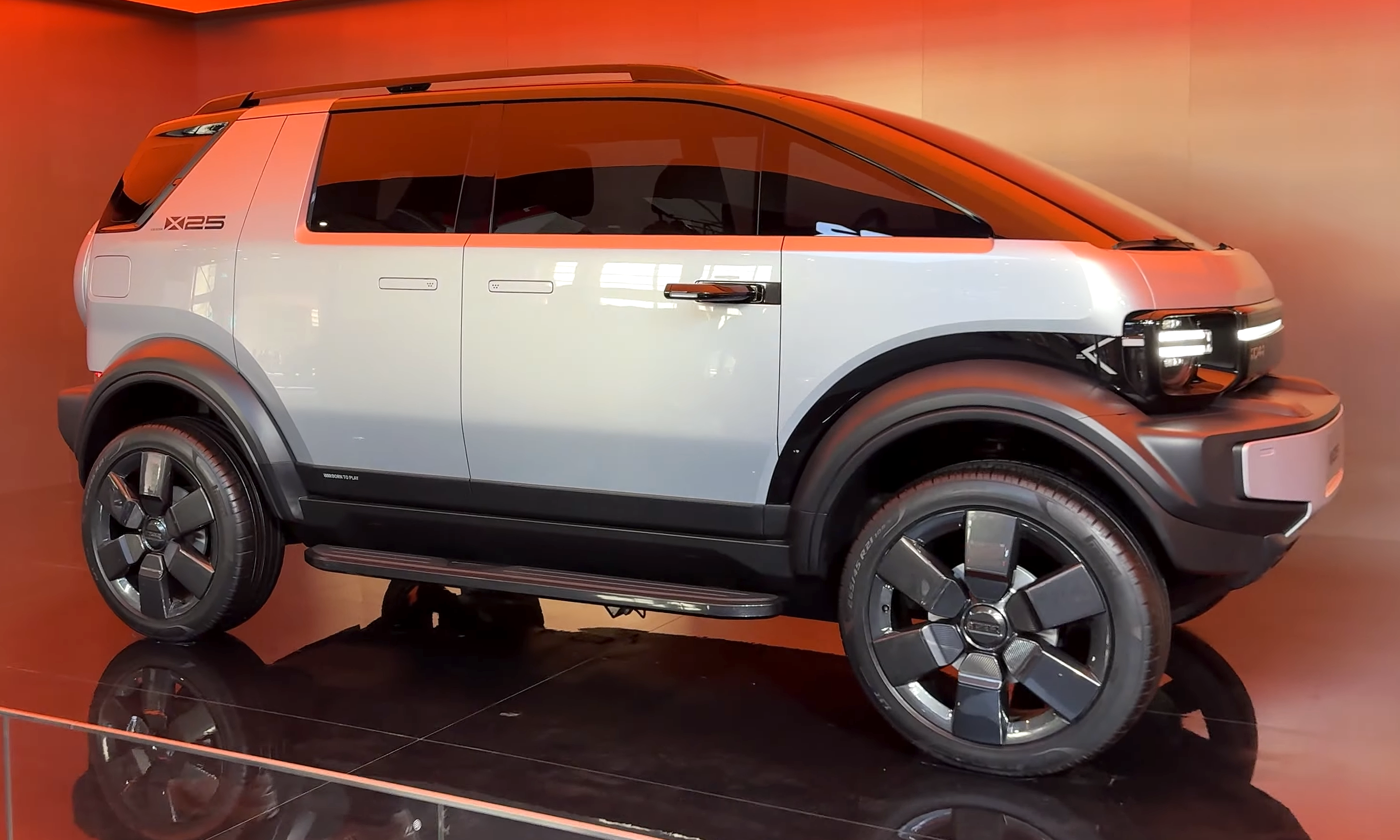
iCar X25

### Концепт-кары

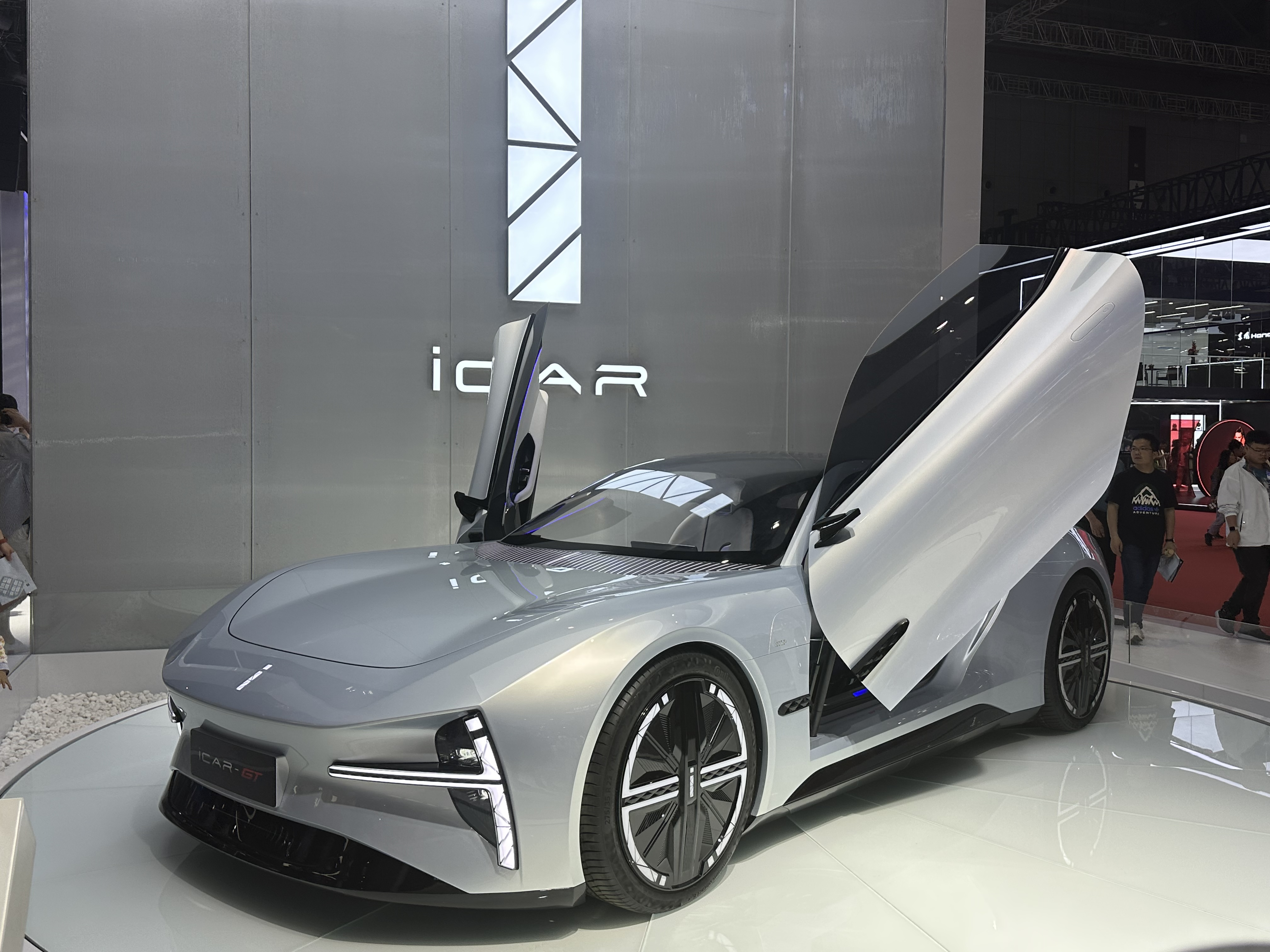
iCar GT

- iCar GT